# Jubeldoktor
Jubeldoktor (doctor jubilaris) är en titel som genom en särskild  promotion tilldelas den som 50 år tidigare promoverats till doktor vid ett universitet eller en högskola. För den med filosofie doktorsgrad kan titeln förkortas
fil. jubeldr. eller FJubD och motsvarande för andra doktorsgrader.  
Före 1863, då titeln filosofie doktor första gången användes i Uppsala, promoverade de svenska filosofiska fakulteterna till magistergraden. 
Efter 50 år kunde man då promoveras till jubelmagister.